# Cyclodictyon viridissimum
Cyclodictyon viridissimum là một loài rêu trong họ Pilotrichaceae. Loài này được Kuntze mô tả khoa học đầu tiên năm 1891.